# Abbaye des Rocs
Abbaye des Rocs is een Belgisch bier van hoge gisting.
Het bier wordt sinds 1984 gebrouwen in Brasserie de l'Abbaye des Rocs te Montignies-sur-Roc. Dit was het eerste bier van deze brouwerij. Zowel naam als logo zijn afkomstig van de vroegere kloosterboerderij die gevestigd was in Montignies-sur-Roc.

## Varianten
- Blonde, blond abdijbier met een alcoholpercentage van 7,5%
- Brune, roodbruin abdijbier met een alcoholpercentage van 9%
- Grand Cru, donkerrood abdijbier met een alcoholpercentage van 9%
- Brasserie des Rocs Triple Impériale, roodbruin abdijbier met een alcoholpercentage van 10%
- Spéciale Noël, roodbruin kerstbier met een alcoholpercentage van 9%